# Lista de castelos e palácios no distrito de Munique

Panorama da frente oeste do Novo Palácio de Schleissheim

Esta lista contém palácios e castelos no distrito de Munique. Estruturas decorativas e réplicas que nunca foram usadas como edifícios residenciais ou para fins de defesa não estão incluídas. Edifícios que nunca foram residências aristocráticas e são chamados de "castelo" ou "castelinho" apenas por causa de seu design arquitetônico ou para fins publicitários também não estão incluídos aqui.

## Castelos e palácios preservados
| Nome                           | Localização                                                                               | Período de construção | Notas | Imagem       |
| ------------------------------ | ----------------------------------------------------------------------------------------- | --------------------- | --- | ------------ |
| Castelo de Grünwald            | Grünwald (48° 02′ 35″ N, 11° 31′ 09,5″ L)                                                 | século XII            | Castelo dos Condes de Andechs, de 1272 dos Casa de Wittelsbach, ampliado no final do século XV, serviu a partir do século XVII como pavilhão de caça, prisão e paiol de pólvora, hoje Museu do Castelo de Grünwald | (mais fotos) |
| Palácio de Planegg             | Planegg (48° 06′ 07″ N, 11° 25′ 20″ L)                                                    | 1415–1420             | Antigo palácio de Hofmark, significativamente expandido em 1617 O palácio e o parque murado não estão abertos ao público                                                                                           | (mais fotos) |
| Palácio de Höhenkirchen        | Höhenkirchen-Siegertsbrunn (48° 01′ 05,92″ N, 11° 42′ 45,44″ L)                           | séculos XV-XVI        | Antigo palácio de Hofmark, remodelado no século XIX, agora um edifício residencial e comercial | (mais fotos) |
| Palácio de Ismaning            | Ismaning (48° 13′ 41,52″ N, 11° 40′ 27,26″ L)                                             | século XVI            | Residência de campo dos bispos de Freising, 1716–1724. Remodelação barroca por Johann Baptist Zimmermann, atualmente prefeitura.                                                                                   | (mais fotos) |
| Palácio de Laufzorn            | Oberhaching, Laufzorn (48° 00′ 54,89″ N, 11° 33′ 14,65″ L)                                | 1616–1619             | Erguido pelo duque Alberto VI da Baviera-Leuchtenberg O palácio e o parque fechado não estão abertos ao público | (mais fotos) |
| Antigo Palácio de Schleissheim | Oberschleißheim (48° 14′ 55,77″ N, 11° 33′ 32,64″ L)                                      | 1617–1623             | Erguido pelo duque Maximiliano I no local de uma mansão construída por seu pai Guilherme V | (mais fotos) |
| Palácio Lustheim               | Oberschleißheim, no parque do Palácio de Schleißheim (48° 14′ 55,22″ N, 11° 34′ 33,08″ L) | de 1684               | Palácio de lazer e caça, construído pelo Maximiliano II Emanuel | (mais fotos) |
| Novo Palácio de Schleissheim   | Oberschleißheim (48° 14′ 55,88″ N, 11° 33′ 39,4″ L)                                       | 1701–1704 1715–1719   | Residência de verão do Eleitor Maximiliano II Emanuel, com extenso parque palaciano | (mais fotos) |
| Castelo de Schwaneck           | Pullach im Isartal (48° 03′ 33,24″ N, 11° 31′ 48,04″ L)                                   | 1843                  | Do escultor Ludwig von Schwanthaler, recentemente enobrecido, construído em estilo historicista, hoje centro de educação para jovens e albergue da juventude                                                       | (mais fotos) |

## Palácios demolidos
| Nome              | Localização                                     | Período de construção | Notas |
| ----------------- | ----------------------------------------------- | --------------------- | --- |
| Palácio Seeholzen | Gräfelfing (48° 07′ 12,73″ N, 11° 26′ 37,62″ L) |                       | Antigo palácio de Hofmark, mencionado pela primeira vez em 1116 como residência nobre, demolido após 1700 |